# サモスのコノン
サモスのコノン（Conon of Samos、紀元前280年頃 - 紀元前220年頃）は、ギリシャの天文学者・数学者。イオニアのサモスに生まれ、プトレマイオス朝のアレキサンドリアで没したとされる。かみのけ座を作ったエピソードで知られる。

## 生涯と業績
イタリアやシシリアで天体観測を行った。後にプトレマイオス朝のファラオ プトレマイオス3世エウエルゲテス1世の宮廷天文学者を務めた。セネカの著作によればエジプトの日食記録を集めたとされる。その著作は残されていないが、後にアルキメデスが研究しアルキメデスの螺旋と呼ばれるようになった螺旋の研究やペルガのアポロニウスの著書にコノンが円錐の断面の研究を行ったことが記されている。

### 「かみのけ座」の由来
プトレマイオス3世が紀元前246年に始まった第3次シリア戦争に出征すると、王妃のベレニケは「夫が無事に戻ったならば、自分の髪を女神アプロディーテーに捧げる」と誓った。夫が無事に戻ったことから、王妃は髪を切って女神の神殿に供えたところ、翌朝までに髪の毛は消えていた。王と王妃は大変に怒り、神官たちは死刑を覚悟した。このときコノンは「神は王妃の行いが大変に気に入り、かつ髪が美しいので大変に喜び、空に上げて星座にした」と王と王妃に告げ、しし座の尾の部分を指し示した。コノンのこのとっさの知恵により、神官たちの命は救われた。かみのけ座はトレミーの48星座には含まれなかったが、16世紀にドイツの地図製作者カスパル・フォペルが自作の天球儀に描いて復活させ、現在の88星座が国際天文学連合によって定められた際に正式に星座の一つとなった。